# Scalene Island
Scalene Island – mała niezamieszkana wyspa w Zatoce Frobishera, w Archipelagu Arktycznym, w regionie Qikiqtaaluk, na terytorium Nunavut, w Kanadzie. W pobliżu Scalene Island położone są wyspy: Daniel Island, Eden Island, Fletcher Island, Nest Island i Redan Island.